# Пийп, Антс
Антс Пийп (эст. Ants Piip; 28 февраля 1884, волость Тухалаане, Феллинский уезд, Лифляндская губерния, Российская империя — 1 октября 1942, Соликамск, Пермская область, РСФСР, СССР) — эстонский государственный деятель, юрист, дипломат; с 20 декабря 1920 года до 25 января 1921 года — государственный старейшина Эстонии (глава эстонского государства и правительства).

## Биография

### Образование
Сын служанки. Окончил Прибалтийскую учительскую семинарию в Гольдингене (ныне Кулдига в Латвии) в 1903 году, гимназию (экстерном) в Аренсбурге (ныне Курессааре в Эстонии) в 1908 году, юридический факультет Петербургского университета (1913), был оставлен при университете для подготовки к профессорскому званию (1913—1916). В 1912 году стажировался в Берлинском университете.

### Деятельность в 1903—1917
С 1903 был учителем в школе города Мариенбург (ныне Алуксне в Латвии), с 1905 года преподавал в приходской православной школе имени императора Николая II в Аренсбурге, в 1906—1912 годах — в мореходном училище в Аренсбурге. Один из основателей Ссудо-сберегательного товарищества в Аренсбурге, был председателем Учительского союза острова Эзель (ныне Сааремаа в Эстонии) и Эстонского общества поддержки детей. С 1914 года был помощником присяжного поверенного.
В 1916—1917 годах являлся военным чиновником в русской судебной администрации. В 1917 году — приват-доцент международного права Петербургского университета; одновременно работал в Департаменте национальностей Министерства внутренних дел Временного правительства России.
В 1917 году — член Временного Земского Совета Эстляндии, его представитель на Государственном совещании в Москве и на Всероссийском демократическом совещании в Петрограде.

### Политик и дипломат независимой Эстонии

Эстонская делегация на III сессии ассамблеи Лиги Наций в 1922 г. Слева направо: Каарел Роберт Пуста, Адо Андеркопп, председатель Антс Пийп, Йохан Лайдонер, стоит — секретарь Юри Саммуль.

В ноябре 1917 года — первый дипломатический представитель Эстонии в Петрограде, в 1918—1920 годах — представитель и посланник Эстонии в Лондоне. Добился направления к берегам Эстонии союзной английской военной эскадры, занимался приобретением оружия во время Эстонской войны за независимость.
В 1919—1920 — заместитель и исполняющий обязанности министра иностранных дел Эстонии, участник Парижской мирной конференции (1919) (делегация от Эстонии официально не участвовала в Парижской мирной конференции), член эстонской делегации на переговорах с Советской Россией в Юрьеве (Тарту), завершившихся подписанием Тартуского мирного договора. С 26 октября 1920 по 20 декабря 1920 года — премьер-министр и военный министр; с 20 декабря 1920 по 25 января 1921 года — государственный старейшина Эстонии (глава государства и правительства).
Депутат Учредительного собрания и 1-го созыва Государственного собрания (Рийгикогу; 1919—1923) от Эстонской партии труда.
Министр иностранных дел в правительствах Константина Пятса (1921—1922), Яана Теэманта (1925—1926), Яана Тыниссона (1933), Юри Улуотса (1939—1940).
Главный редактор газеты Трудовой партии «Vaba Maa» (1923).
В 1923—1925 годах — посланник Эстонии в США. Представлял Эстонию на международных конференциях, возглавлял её делегацию на заседаниях Лиги Наций. Являлся членом согласительных комиссий Финляндия — США и Эстония — США, был председателем комиссии Греция — США.

### Юрист и политик
В 1919 был назначен профессором международного права Тартуского университета, однако в связи с нахождением на дипломатической службе приступил к исполнению обязанностей только в 1925 году. В 1930—1939 годах — председатель университетского академического суда. В 1932 — приглашённый преподаватель Калифорнийского университета (США). В 1929—1940 годах — президент Французского академического института в Тарту. В 1923—1940 годах — адвокат.
В 1930—1940 годах — член муниципального совета Тарту, в 1935—1938 годах — его председатель. Был членом советов «Vaba Maa OÜ» и Банка Тарту. В 1937 году — член второй палаты Национального собрания (как представитель университета), в 1938—1940 годах — депутат Государственного представительного собрания (состоял в демократической оппозиции, возглавляемой Яаном Тыниссоном). В 1939 году был единственным представителем оппозиции, вошедшим в состав правительства Улуотса.
28 сентября 1939 года принимал участие в заключении пакта о взаимопомощи между Эстонией и СССР.
С 1922 года — председатель Эстонского общества Лиги Наций (в 1937—1940 — Общества международных отношений). В 1929—1940 годах — председатель Панъевропейского общества. В 1932—1940 годах — председатель Эстоно-латвийского общества, в 1932—1940 годах — председатель Академического правового общества. Почётный гражданин Тухалаане. Награждён Крестом Свободы III класса 1-й степени (1920, высшая степень за гражданские заслуги).

### Арест и гибель
30 июня 1941 был арестован органами НКВД и отправлен в Ныробский лагерь Молотовской области (Усольлаг), где и умер.